# Gonystylus nobilis
Espèce
Classification phylogénétique
Statut de conservation UICN

 EN  : En danger
Gonystylus nobilis est une espèce de plantes du genre Gonystylus et de la famille des Thymelaeaceae.